# Tony Nicholl
Tony Nicholl (* 1916; † 11. März 1999) war ein maltesischer Fußballspieler auf der Position eines Stürmers. Nicholl war insgesamt achtmal Torschützenkönig der maltesischen Liga und wurde kurz vor Beendigung seiner aktiven Laufbahn in der Saison 1955/56 zum Fußballer des Jahres in Malta gewählt. Er gilt als einer der besten Fußballer in der Geschichte seines langjährigen Vereins Sliema Wanderers und ist ein Onkel des Fußballspielers Sammy Nicholl, der ebenfalls für die Sliema Wanderers spielte und in den Spielzeiten 1955/56 und 1956/57 Torschützenkönig der maltesischen Liga war.

## Leben
Im Alter von sieben Jahren hatte Nicholl sich beim Fußballspiel eine schwere Verletzung zugezogen, die sein Bein in den nächsten Tagen immer mehr anschwellen ließ. Der Arzt diagnostizierte Knochenhautentzündung und empfahl die Amputation des Beins. Zum Glück für Nicholl und den maltesischen Fußball holten seine Eltern sicherheitshalber eine zweite Meinung ein und konsultierten den Arzt Azzopardi, der auch langjähriger Präsident des Sliema Wanderers FC war. Er stellte fest, dass das Bein von Tony Nicholl gebrochen war, behandelte ihn entsprechend und verhinderte so die Amputation, die eine Fehldiagnose seines Berufskollegen beinahe herbeigeführt hätte.
Anfang 1927 zog seine Familie nach Marsa, wo Nicholl zunächst in einer Schulmannschaft spielte. 1929 spielte er in diversen Amateur- und Freizeitmannschaften von Sliema. Bei einem dieser Spiele wurde ein Vertreter der Sliema Wanderers auf Nicholl aufmerksam und holte ihn in die Mannschaft der Sliema Rovers, einem Farmteam der Wanderers. Dort spielte Nicholl so herausragend, dass er bereits 1931 in die erste Mannschaft der Wanderers aufgenommen wurde, für die er sein Debüt im Mai 1932 im Alter von 16 Jahren bestritt.
Nicholl spielte von 1932 bis 1957 ein Vierteljahrhundert für den Sliema Wanderers FC, mit dem er zehnmal den Meistertitel und neunmal den Pokalwettbewerb gewann. Außerdem bestritt er zwischen 1933 und 1956 insgesamt 48 Spiele für ein maltesisches Auswahlteam und erzielte dabei 34 Tore.

## Erfolge
- Maltesischer Meister: 1933, 1934, 1936, 1938, 1939, 1940, 1949, 1954, 1956, 1957
- Maltesischer Pokalsieger: 1935, 1936, 1937, 1940, 1946, 1948, 1951, 1952, 1956
- Maltas Fußballer des Jahres: 1956
- Torschützenkönig der maltesischen Liga: 1935, 1938, 1939, 1940, 1945, 1946, 1949, 1954